# سام بيتر كريستوفر فرناندو
سام بيتر كريستوفر فرناندو هو محامي ودبلوماسي سريلانكي، (ولد في كولمبو في سريلانكا 1909  م).